# Ivana Kalebić
Ivana Kalebić est une joueuse de volley-ball croate née le 9 mars 1989 à Rijeka. Elle mesure 1,87 m et joue au poste de centrale. Elle totalise 30 sélections en équipe de Croatie.

## Clubs
| Club        | De        | À         |
| ----------- | --------- | --------- |
| ŽOK Rijeka  | 2005-2006 | 2012-2013 |
| SES Calais  | 2013-2014 | 2014-2015 |
| ŽOK Drenova | 2015-2016 | …         |

## Palmarès

### Équipe nationale
- Championnat d'Europe des moins de 20 ans
  - Finaliste : 2006.

### Clubs
- Championnat de Croatie
  - Vainqueur : 2007, 2008, 2009, 2010, 2011, 2012.
- Coupe de Croatie
  - Vainqueur : 2007, 2008, 2009.
  - Finaliste : 2010, 2011.